# والریو برتوتو
والریو برتوتو (به ایتالیایی: Valerio Bertotto) بازیکن فوتبال و اهل ایتالیا است که از سال ۲۰۰۰ میلادی عضو تیم ملی فوتبال ایتالیا بوده و در ۴ بازی ملی حضور داشته‌است. او در بازی‌های ملی‌اش گلی به ثمر نرساند.
والریو برتوتو آخرین بازی ملی خود را در سال ۲۰۰۱ میلادی انجام داد.